# Асамбляж (мистецтво)
Асамбляж (фр. assemblage — техніка візуального мистецтва, споріднена з  колажем, але використовує об'ємні деталі або цілі предмети, скомпоновані на площині як картина. Допускає мальовничі доповнення фарбами, а також металом, деревом, тканиною та іншими структурами. Іноді застосовується і до інших творів, від фотомонтажу до просторових композицій, оскільки термінологія новітнього візуального мистецтва не цілком усталася..

## Історія

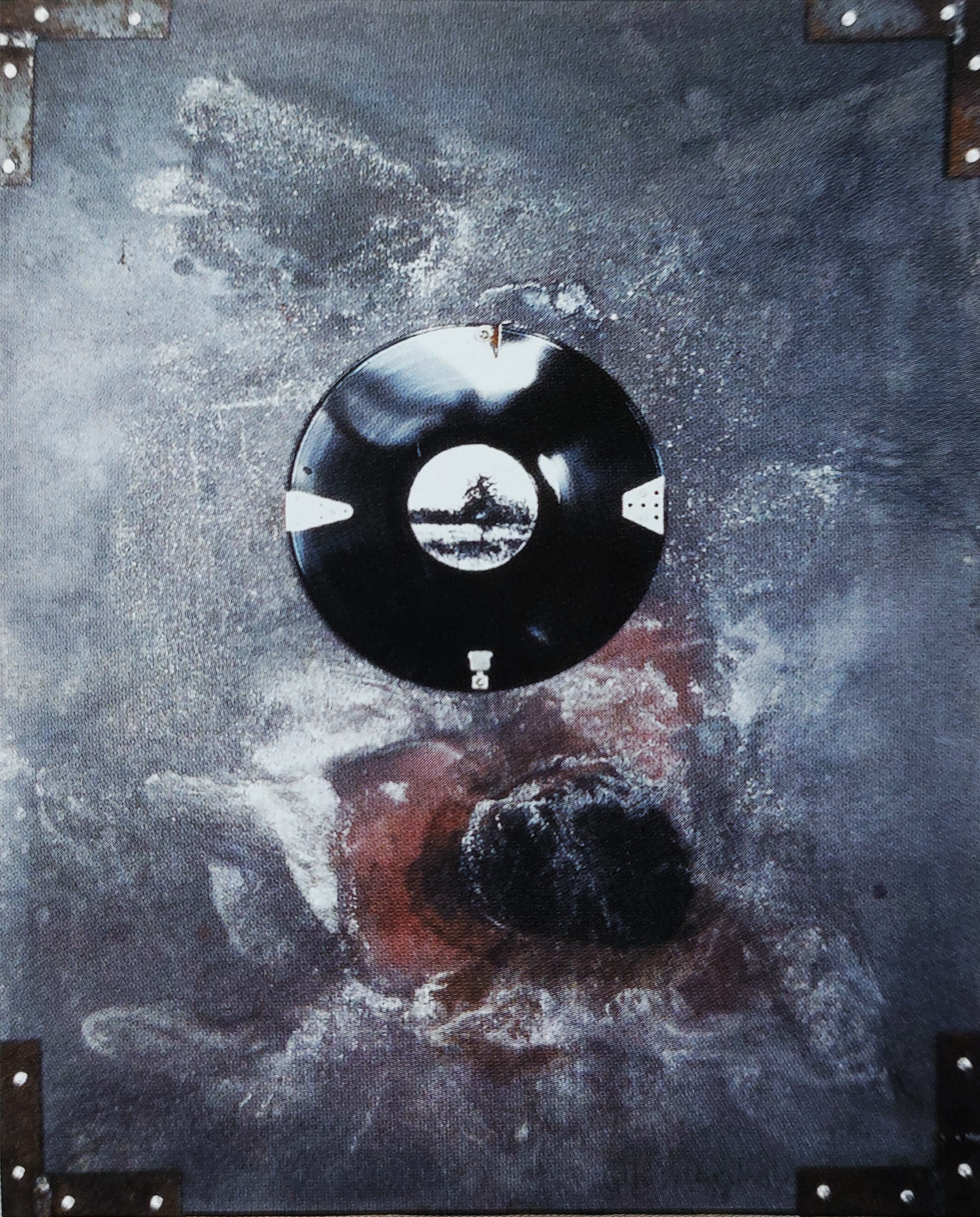
Гліб Вишеславський.
Музика планет. 1993

Асамбляж був блискуче використаний українськими й російськими художниками на початку XX століття — Татліним, Єрмиловим, Пуні, Родченком, який вони називали рельєфами або конструкціями. Термін ввів Жан Дюбюффе в 1953 році для позначення творів мистецтва, виконаних з уламків природних матеріалів, предметів або їх фрагментів — наприклад, з брухту. Так, Дюбюффе використовував випадкові знахідки, фрагменти об'єктів, але при цьому дотримувався строго визначеної мети. Використання шматків шлаку в якості вихідного матеріалу для скульптурних робіт стало його фірмовим знаком і додало їм певний філософський принцип: — «Очищення цивілізації від відходів життєдіяльності — стає матеріалом для створення творів мистецтва» .
Якщо повернутися до першовитоків асамбляжу, то, як вже було сказано раніше, шлях до створення цього напрямку намітив ще Володимир Татлін, а ще раніше за нього — кубісти . Різниця була в тому, що кубісти використовували техніку колажу, впроваджуючи в простір картини шматочки тканини, шпалер, оголошень та інших невеликих, плоских об'єктів. Вони доповнювали композицію, але при цьому не порушували її двомірні кордону, допомагаючи лише створити додаткову гру фактури. Володимир Татлін пішов іншим шляхом. Серед діячів мистецтв першої половини ХХ століття він займає особливе положення. Якщо Василя Кандинського називають «великим духівником», а Казимира Малевича — «великим пророком», то Володимира Татліна — «великим майстровим» . У травні 1914 року в студії А. Татліна відбулося перше знайомство з його контррельєфи. Відзначимо, що сам художник називав свої незвичайні, відмінні від футуризму твори то «синтезного-статичними» композиціями, то «матеріальними підбираннями», то «мальовничими ландшафтами». Виходячи з даних найменувань, можна провести паралель з виниклим пізніше плином «асамбляж»: Татлін також об'єднує об'ємні і цілі предмети в своїх творах. Контррельєфи Татліна прагнуть вийти з площини в простір не ілюзією глибини, а за рахунок свого об'єму. За словами самого художника, він кладе в основу мистецтва «матеріал, обсяг і конструкцію» . Ця теза явно резонує з виниклою пізніше технікою асамбляжу.
У широкий ужиток термін увійшов після виставки «Мистецтво асамбляжу», що проходила в нью-йоркському Музеї сучасного мистецтва в 1961 р зокрема, вперше широко представила сюрреалістичні асамбляжі Джозефа Корнелла . Одним із засновників техніки вважається французький художник Сезар (картина «Сміттєва корзина золотого голуба», 1969), особливістю творчості якого було пресування матеріалу для своїх творів.
Характерними прикладами асамбляжу є роботи скульпторів Тоні Крег і Білла Вудроу, багато з яких, особливо ранні, зроблені зі знайдених предметів і уламків. У 1981 відбулася новаторська виставка «Предмети і скульптура», проведена одночасно в Інституті сучасного мистецтва в Лондоні і галереї Арнольфіні в Брістолі, на якій використання «урбаністичних матеріалів» було зведено в норму. Її учасниками, крім Крег і Вудроу, стали Едвард Аллінгтон, Річард Дікон, Ентоні Гормлі, Аніш Капур, Брайан Орган, Пітер Ренделл-Пейдж, Жан-Люк Вільмут.
Художник Оскар Рабін, який очолював в 1950-х Ліанозовский гурток, що став одним з найзначніших формувань неофіційного радянського мистецтва, також користувався прийомами асамбляжу. Лідер «ліаназова» створював абсурдний простір, куди поміщав предмети — предмети, що відображають і втілюють в собі його час. Часто поєднуючи в своїй творчості асамбляж і колаж, наклеюючи обривки газет, етикеток, фотопортретів Оскар Рабін зберігав описову хронологію радянського побуту .

## Українські й російські майстри асамбляжу
- Володимир Татлін
- Василь Єрмилов
- Гліб Вишеславський
- Теодор Тежік[7]
- Оскар Рабін
- Анатолій Брусилівський
- Олег Бур'ян
- Олександр Жданов
- Борис Турецький